# Vivibear
Vivibearは中華人民共和国出身、スウェーデン在住の作家。
浙江メディアとコミュニケーション学院でアートディレクターを専攻していた。卒業後、寧波テレビで文芸類番組監督、ニュース類番組記者、編集者を相次いで担任した。
在職中、中国コミュニケーション大学でテレビニュース専攻を研修した。2004年辞職し、スウェーデン人の男性と結婚し、スウェーデンに定住。

## 作品一覧
1. 寻找前世之旅（上、下）
2. 寻找前世之旅续集
3. 寻找前世之流年转（I、II）
4. 阴阳师物语
5. 平安京之宋姬物语
6. 镰仓の琉璃姬外传
7. 北欧海盗之梦物语
8. 恨相逢之战国之恋
9. 大唐盛世之飞鸟之恋
10. 百鬼御伽
11. 寻龙记（I、II）
12. 兰陵缭乱（I、II、III）
13. 骑士幻想夜（I、II、III）（連載中）
14. 大唐公主招亲记
15. 第101次逃婚（連載中）
16. 血族新娘（連載中）

## その他の資料
- 中国寧波ネット：寧波薇薇、スウェーデンに居留二年間　小説8冊
- 新浪ネット：Vivibearインタビュー(1)
- 新浪ネット：Vivibearインタビュー(2)
- 騰訊ネット：作家カップ首月掲示投票一位Vivibearインタビュー